# SH-02H
ドコモ スマートフォン AQUOS Compact SH-02H（ドコモ スマートフォン アクオス コンパクト エスエイチゼロニエイチ）は、シャープによって開発された、NTTドコモの第3.9世代移動通信システム（Xi）・第3世代移動通信システム（FOMA）対応端末である。ドコモ スマートフォン（第2期）のひとつ。

## 概要
SH-02Fの事実上の後継機種で、コンパクトながら兄弟機種にあたるSH-01Hとほぼ同等のスペックを実現している。ただし、フルセグとNOTTVには対応しておらず、指紋センサーも搭載していない。また、PREMIUM 4Gには非対応。
キャッチコピーは「遊びゴコロとコダワリの先進機能がつまったコンパクトAQUOS。」。

## 主な機能
| 主な対応サービス                                                      | 主な対応サービス                                      | 主な対応サービス                     | 主な対応サービス                                                  |
| --------------------------------------------------------------------- | ----------------------------------------------------- | ------------------------------------ | ----------------------------------------------------------------- |
| タッチパネル/加速度センサー                                           | PREMIUM 4G/Xi/FOMAハイスピード/VoLTE                  | Bluetooth                            | DCMX/おサイフケータイ/NFC/かざしてリンク/赤外線/トルカ            |
| ワンセグ/フルセグ/モバキャス                                          | メロディコール                                        | テザリング                           | WiFi IEEE802.11a/b/g/n/ac                                         |
| GPS                                                                   | ドコモメール/電話帳バックアップ                       | デコメール/デコメ絵文字/デコメアニメ | iチャネル                                                         |
| エリアメール/ソフトウェアーアップデート自動更新/生体認証 (指紋／虹彩) | デジタルオーディオプレーヤー(WMA・MP3他)/ハイレゾ音源 | GSM/3Gローミング(WORLD WING)         | フルブラウザ/Flash Player                                         |
| Google Play/dメニュー/dマーケット                                     | Gmail/Google Talk/YouTube/Picasa                      | バーコードリーダ/名刺リーダ          | ドコモ地図ナビ/ドコモ ドライブネット/Google Maps/ストリートビュー |

## 歴史
- 2015年9月30日 - NTTドコモより公式発表。
- 2015年12月4日 - 発売開始。

## アップデート・不具合など
2016年2月22日のアップデート
- まれに特定のエラーメッセージが表示され正常に操作できないという不具合を修正。
- ビルド番号が01.00.01から01.00.02になる。

## 関連項目

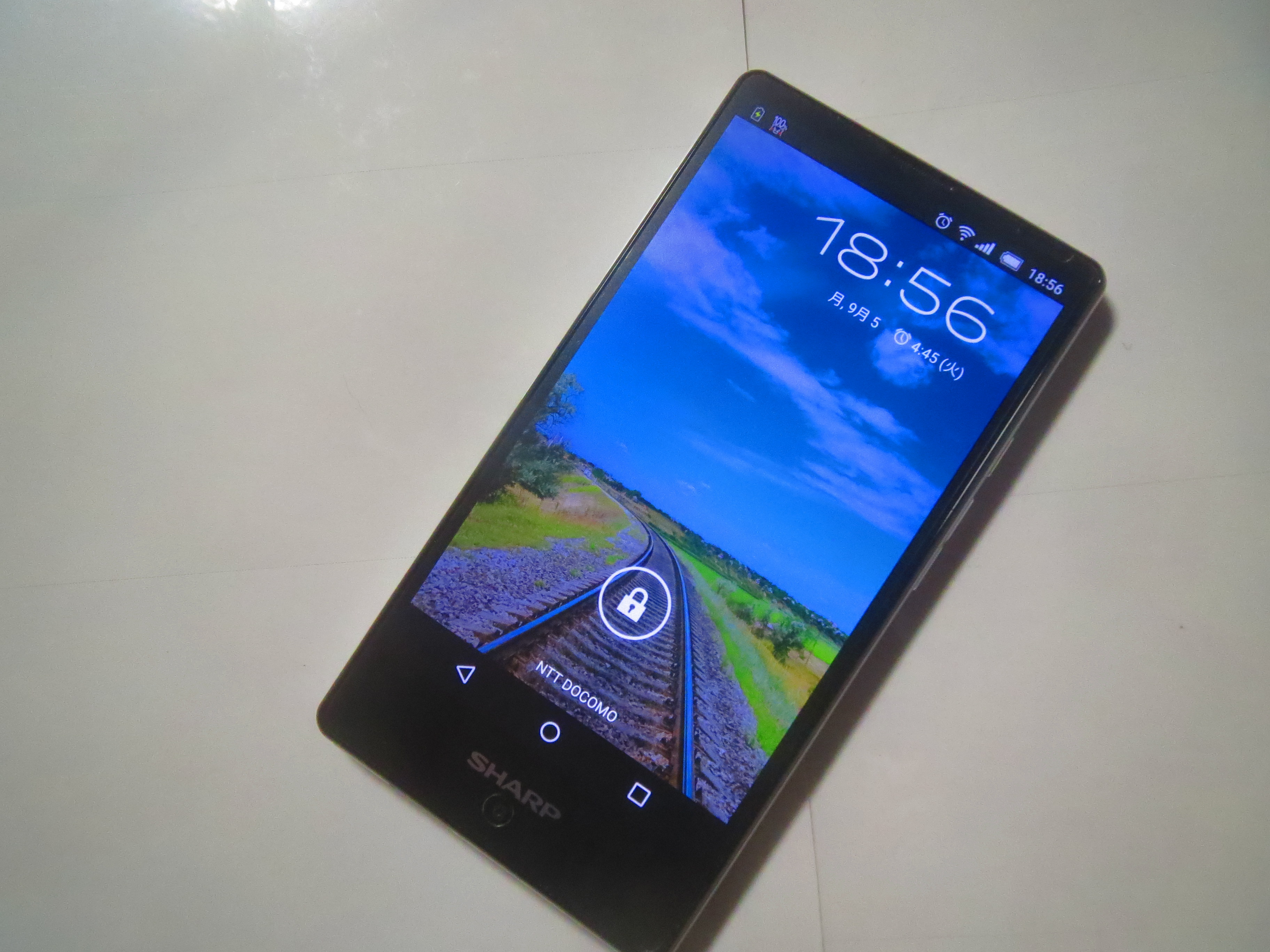
SH-M03